# Vought F4U Corsair
O Vought F4U Corsair foi um avião de caça estadunidense, com capacidade de operar baseado em porta-aviões, que foi utilizado principalmente na Segunda Guerra Mundial e na Guerra da Coréia. A demanda pelo modelo superou a capacidade da empresa Vought em fabricá-lo, fazendo com que muitas unidades fossem produzidas pelas fábricas Goodyear e Brewster. O número total de aeronaves fabricadas chegou a 12.571, abrangendo o período de produção mais longo de um caça a pistão dos Estados Unidos (1942-1953).
Além da Marinha e dos Fuzileiros Navais dos EUA, o Corsair serviu com a Aviação Naval Britânica, Força Aérea Real da Nova Zelândia, e também com a Aviação Naval Francesa e outras forças menores até a década de 1960, permanecendo em serviço em Honduras até 1979. O F4U tornou-se rapidamente o mais capaz caça embarcado da Segunda Guerra. Alguns pilotos japoneses o consideravam o melhor caça norte-americano da guerra, e a Marinha dos EUA conseguiu uma razão de combate de 11:1 com o Corsair durante o conflito. Além de ser um excelente caça, o F4U também se mostrou um ótimo caça-bombardeiro, servindo quase exclusivamente nesta função durante a Guerra da Coréia e nas guerras coloniais da França da Indochina e Argélia.

## História
Em 1938, a Marinha dos Estados Unidos abriu concorrência para a construção de caças leves, demandando para os monomotores um alcance mínimo de 1600 km e velocidade de estol não acima de 110 km/h.  Ainda em 1938 a Marinha assinou o contrato para a fabricação do protótipo  XF4U-1, com o uso previsto do motor radial de duas fileiras  Pratt & Whitney XR2800 Double Wasp, de 18 cilindros. Quando construído, o protótipo tinha  o motor mais potente, a maior hélice e a maior envergadura de qualquer caça no mundo até então. O protótipo fez seu primeiro voo em 29 de maio de 1940, com Lyman A. Bullard Jr. no comando. O voo inaugural procedeu normalmente até que foi necessário um pouso antecipado, por falha dos compensadores do profundor devido a vibração.
Ainda em 1940, o F4U Corsair se tornou o primeiro caça monomotor dos EUA a superar a velocidade de 400 milhas por hora (640 km/h). A marca já havia sido atingida antes apenas pelo bimotor P-38 Lightning. Os testes com o protótipo do Corsair enfrentaram problemas com voo em mergulho de alta velocidade e com recuperação de estol, obrigando os norte-americanos a adiar o início da produção em série do caça.
O relatos vindos da Europa à época mostravam que o armamento original seria insuficiente, com duas metralhadoras .30 e duas .50 instaladas na aeronave (calibres 7,62 mm e 12,5 mm, respectivamente). A Marinha solicitou reforço no armamento do caça, que passou a dispor de três metralhadoras .50 em cada asa, totalizando seis dispositivos, aumentando bastante a chance do F4U Corsair derrubar os aviões inimigos.
A Marinha iniciou seus próprios testes com o protótipo XF4U-1 em 1941, e no mês de junho daquele ano, assinou o contrato para fabricação de 584 caças F4U Corsair. O primeiro exemplar de produção voou em junho de 1942, o que foi considerado um grande feito, devido à maior complexidade exigida dos caças embarcados em porta-aviões.

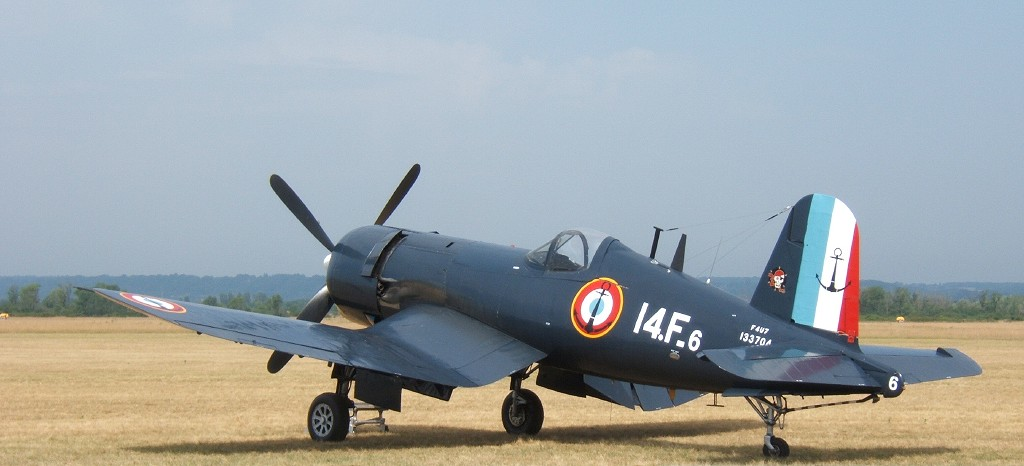
Corsair da Aviation Nationale Francesa durante exibição

## Projeto
Seu desenvolvimento foi um pouco problemático, principalmente devido ao motor colocado no avião: um Pratt & Whitney R-2800 radial, de 2.450 hp de potência, na época o maior motor disponível. Para extrair toda essa potência, foi preciso encontrar uma hélice compatível. A hélice adequada tinha um diâmetro de giro de 4,06 metros, o que fazia com que, inevitavelmente, as pás se chocassem com o solo.
A solução mais viável seria aumentar o comprimento das hastes dos trens de pouso. Mas essa solução se mostrou insuficiente, principalmente por que as asas eram dobráveis e também porque o trem de pouso recolhia para trás. Então, as asas ganharam um abaulamento na região dos trens de pouso, para afastar o avião do chão e, conseqüentemente, deixar a hélice livre. E deu ao F4U sua forma característica em asa de gaivota invertida, além de permitir que o trem de pouso principal fosse curto, forte e ainda retraísse facilmente para seu porão totalmente fechado, uma novidade para a época.

## Desempenho

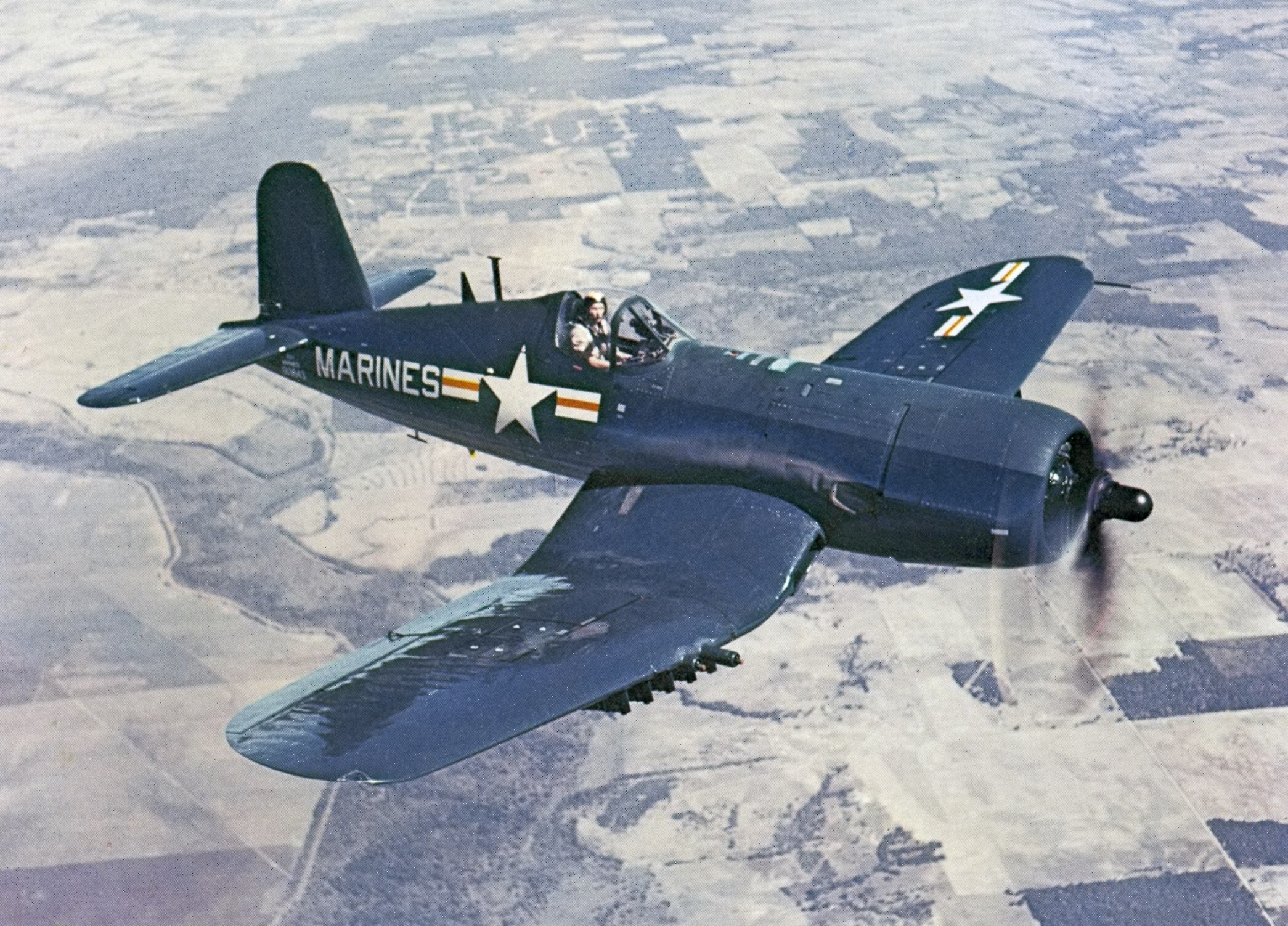
Um AU-1 Corsair em 1952.

A performance do Corsair era impressionante. O F4U-1 era consideravelmente mais rápido que o Grumman F6F Hellcat e apenas 21 km/h mais lento que o Republic P-47 Thunderbolt, sendo que todos estes caças usavam o mesmo motor radial R-2800. No entanto, enquanto o P-47 atingia sua velocidade máxima a 30 mil pés (9.150 m) com ajuda de um turbocompressor mecânico com intercooler, o F4U-1 alcançava sua velocidade máxima a 20 mil pés(6.100 m) usando uma versão do motor apenas com compressor mecânico.
A entrada em serviço do F4U-1 com a Marinha dos EUA se mostrou difícil. A cobertura do cockpit em "gaiola" não provia visibilidade adequada para o taxiamento da aeronave. Ainda pior, o avião tinha uma péssima tendência de "quicar" no momento do toque ao pousar, podendo falhar em engatar o gancho no cabo de parada, colidir com a barreira protetora ou mesmo perder o controle. A cabine recuada, combinada com o nariz longo, complicava bastante a visibilidade na aproximação para o pouso, e até mesmo o enorme torque do motor Double Wasp criava alguns problemas operacionais.
Os testes para operação em porta-aviões, realizados no USS Sangamon, em setembro de 1942, revelaram muitas dificuldades e fizeram com que a U.S. Navy liberasse o caça para os Fuzileiros Navais dos EUA, que operavam suas aeronaves a partir de aeródromos terrestres. De início, os pilotos da Marinha se referiam ao F4U de maneira pouco aprazível, como hog (porco), hosenose (nariz de mangueira) ou bent-wing widow maker ("fazedor de viúvas com asas curvas"), além de ensign killer ("matador de cadetes"). Afinal de contas, a Marinha ainda possuía o Grumman F6F Hellcat, que não chegava a ter a performance do F4U mas era muito mais adequado para pousar em um convés de porta-aviões. Os Marines precisavam de um caça melhor que o F4F Wildcat. Para eles, o pouso em porta-aviões não era tão importante, já que eles geralmente usavam bases aéreas terrestres. Apesar das dificuldades iniciais, os Fuzileiros incorporaram o novo e diferente caça, e o Corsair sempre seria um avião mais dos Fuzileiros do que da Marinha. O modelo foi declarado "pronto para combate" ao fim de 1942, embora liberado para operar apenas de bases terrestres até que as questões operacionais para uso em porta-aviões fossem resolvidas.
Dotado de excelente armamento para a época em que entrou em serviço (1943), o F4U se mostrou um caça excelente, que se sobressaía tanto em missões de interceptação quanto em missões de bombardeio. Não tinha a mesma manobrabilidade dos Zeros e dos Hayabusas japoneses, mas suas seis metralhadoras de 12,7 mm transpunham facilmente a fuselagem dos seus inimigos, que quase não possuíam blindagem. Também dispunha de uma excelente carga de bombas para um caça do seu tamanho, podendo carregar até 908kg de bombas. Isso permitia que o F4U carregasse duas bombas de 500 kg e uma de 1000 kg (essa configuração de 2000 kg era usada em missões de curto alcance, mas na maioria das vezes era carregadas só as 2 bombas de 500 kg ou apenas 1 de 1000 kg), e a partir do fim de 1944 10 foguetes de 127 mm ou 1 foguete grande de 298 mm, o Tiny Tim. Em algumas versões o armamento de 6 metralhadoras foi substituído por 4 canhões de 20 mm.
Tinha um alcance considerável (em média, 1.617km), podendo chegar a muito mais, utilizando um tanque ejetável. E ainda era fácil de se acomodar em porta-aviões, principalmente graças às suas asas escamoteáveis. Quanto à aerodinâmica, o F4U também se destacava. A posição do canopy (quase no meio da aeronave) deixava o nariz desimpedido, maximizando a aerodinâmica e a aceleração. E ainda permitia uma visão muito limpa, o que dava uma imensa vantagem contra seus rivais japoneses.

## Resultados

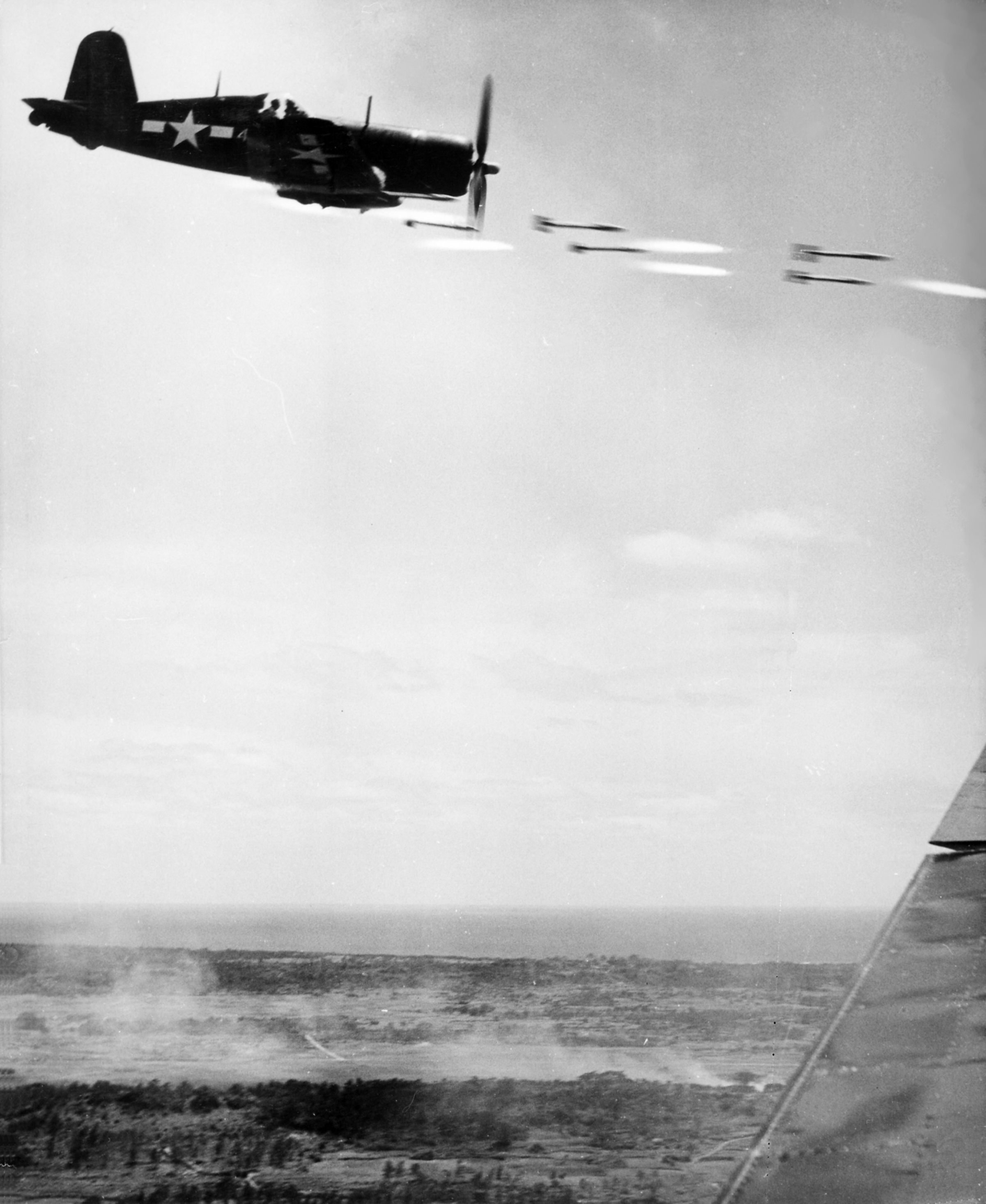
Um F4U dando suporte aéreo para os Marines em Okinawa.

Logo em seu batismo de fogo na campanha em Guadalcanal, em fevereiro de 1943, o F4U (mais tarde apelidado de Hog por seus pilotos) logrou grande sucesso contra os japoneses, nas mãos do esquadrão VMF-124. Em todas as batalhas das quais participou, obteve considerável sucesso. Além de destruir os caças inimigos, os Hogs ainda eram designados para missões de caça a navios inimigos, atacando-os com bombas, e para suporte aéreo contra tropas em terra, lançando bombas ou foguetes sobre as trincheiras inimigas. Os foguetes e os canhões de 20 mm ainda permitiram que o Hog fosse usado como caça-tanques, função na qual ele obteve sucesso razoável, devido a principalmente de os tanques japoneses Ha-Go e Chi-Ha possuírem uma blindagem fraca, o que permitia que eles fossem destruídos até pelas metralhadoras .50 se essas acertassem a parte superior do tanque.
A blindagem forte, a grande velocidade, a excelente visão do exterior e o farto armamento compensavam a manobrabilidade que o Hog tinha em menor quantidade que os aviões japoneses. Com isso, as condições de luta entre o F4U e o Zero (principal caça da marinha japonesa]] chegavam próximas da igualdade. O Zero tinha armamento fraco, apesar de possuir 2 canhões de 20 mm, que eram letais a qualquer avião, mas esse carregava pouca munição, e um par de metralhadoras de 7.7 mm, que podiam praticamente ser descarregadas nesses aviões que eles pouco sofriam, nenhuma blindagem e era mais lento que o F4U, porém, era mais manobrável e possuía maior capacidade de subida. Contra o Hayabusa, principal caça do exército japonês, era mais lento, mal armado (apenas 2 metralhadoras de 7.7 mm, versões posteriores contavam com 2 metralhadoras de 12,77 mm), e com nenhuma blindagem (versões posteriores receberam alguma proteção de cabine e tanques auto-vedados, mas ainda assim eram fracas perto do Hog), mas era muito mais manobrável e com melhor poder de subida.
Em fins de 1943, surgiu na Marinha um caça superior, o F6F Hellcat. O Hellcat era superior ao Hog em muitos aspectos, porém, como não gozava da mesma versatilidade do F4U, este permaneceu em serviço até o fim da guerra, e ainda atuou na Guerra da Coreia e na Guerra do Futebol, quase sempre saindo vitorioso das batalhas que enfrentava.
Mas, se no ar o F4U trabalhava bem, em terra os pilotos sofriam com ele. O ângulo de inclinação da aeronave, quando em terra, era muito grande (devido à modificação nas asas e nos trens de pouso), o que praticamente acabava com a visão frontal do piloto, e consequentemente, tornando o Hog altamente suscetível a acidentes durante as operações de decolagem e aterragem. Na aterragem o índice de pneus que estouravam era alto na maioria das aeronaves.

## Utilização em outras nações
- Argentina: Marinha Argentina
- El Salvador: Força Aérea de El Salvador
- França: Aviação Naval Francesa da Marinha Nacional Francesa
- Honduras: Força Aérea de Honduras
- Nova Zelândia: Força Aérea Real da Nova Zelândia
- Reino Unido: Fleet Air Arm da Marinha Real Britânica
- Estados Unidos: Marinha dos Estados Unidos (USN) e Corpo de Fuzileiros Navais dos Estados Unidos (USMC)
- Brasil: No acervo do Museu TAM existe um exemplar do F4U Corsair.

## Principais Variantes

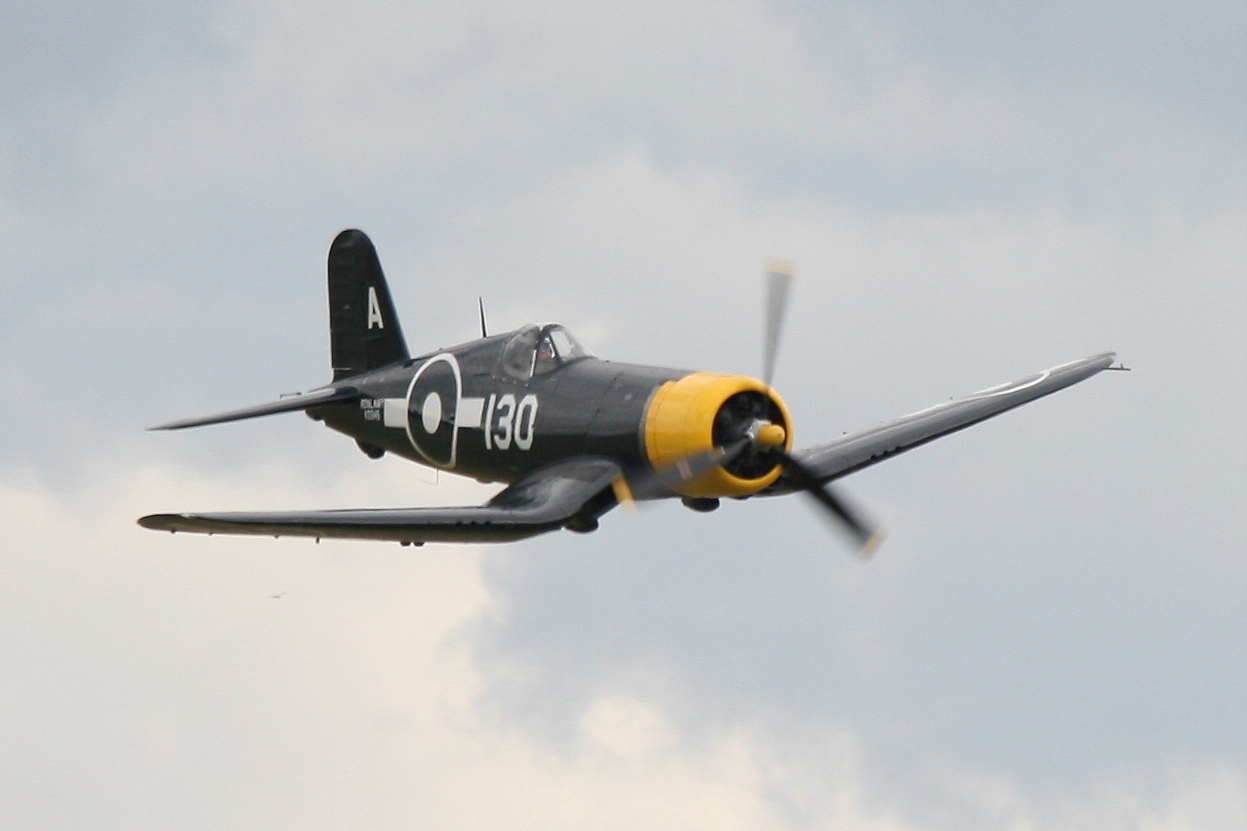
FG-1D Corsair no show aéreo 'Flying Legends' de 2008 em Duxford, Reino Unido.

F4U-1: Primeira versão operacional, com canopy em forma de cesto. Foram criadas duas sub-versões distintas, sendo que uma delas ainda acompanhava um espelho retrovisor e saliências no vidro do cockpit.
F4U-1A: Possuía um canopy em forma de bulbo, fato este que potencializava a visibilidade para o exterior.
F4U-1C: Era armado com 4 canhões de 20 mm no lugar das metralhadoras. Fora isso, era bastante semelhante ao F4U-1D.
F4U-1D: Versão final. Não levava canhões, apenas as metralhadoras originais. Utilizava um motor diferente, o Pratt & Whitney R-2800-8W com injeção de água e potência de 2250 hp. Os primeiros exemplares ainda possuíam apenas dois racks de bombas (abaixo da fuselagem), com uma capacidade total de 908 kg. Os 270 últimos exemplares eram equipados com oito racks adicionais sob as asas, o que os permitia carregar até oito foguetes HVAR de cinco polegadas (os racks principais também podiam ser armados com foguetes).
F4U-4: Possuía uma hélice de quatro pás e um motor mais potente que as versões anteriores. Foi a primeira versão a receber certificação para operar a partir de porta-aviões. A aeronave distinguia-se do modelo anterior, principalmente pela inclusão do novo motor R-2800 que atingia uma potência de 2,450cv e permitia à aeronave ultrapassar a velocidade máxima 750km/h.
F4U-5: A última versão do Corsair, e que esteve em produção por mais tempo, diretamente derivada da versão F4U-4.

## Especificações
|                       | F4U-1A/F4U-1C/F4U-1D | F4U-4/5 |
| --------------------- | --- | --- |
| Tripulação            | 1 - piloto | 1 - piloto |
| Comprimento           | 10,1 m (33,1 ft) | 10,2 m (33,5 ft) |
| Envergadura           | 12,5 m (41,0 ft) | 12,5 m (41,0 ft) |
| Altura                | 4,90 m (16,1 ft) | 4,40 m (14,4 ft) |
| Área das asas         | 29,17 m² (314 ft²) | N/D |
| Asas dobradas         | N/D | 5,2 m (17,1 ft) |
| Peso vazio            | 4 073 kg (8 980 lb) | 4 174 kg (9 200 lb) |
| Peso carregado        | 5 185 kg (11 400 lb) | 5 626 kg (12 400 lb) |
| Motorização           | 1 x motor a pistão radial Pratt & Whitney R-2800-8 com potência de 2 000 hp (1 490 kW) | N/D |
| Velocidade máx.       | 671 km/h (362 kn) | 731 km/h (395 kn) |
| Alcance (MTOW)        | 1 633 km (1 010 mi) | 1 115 km (693 mi) |
| Teto de serviço       | 11 247 m (36 900 ft) | 12 649 m (41 500 ft) |
| Razão de subida (m/s) | 15,2 m/s | 19,7 m/s |
| Armamentos            | 4 x metralhadoras AN/M2 Browning de 12,7 mm (0,500 in) com 400 disparos cada 2 x metralhadoras AN/M2 Browning com 375 disparos por arma 4 x foguetes HVAR de 127 mm (5,00 in) e/ou 900 kg (1 980 lb) de bombas | 6 x metralhadoras AN/M2 Browning de 12,7 mm (0,500 in) com 400 disparos cada 4 x canhões M2 de 20 mm (0,787 in) 8 x foguetes HVAR de 127 mm (5,00 in) e/ou 1 800 kg (3 970 lb) de bombas |
| Fonte                 | http://www.wwiiaircraftperformance.org/f4u/jt259.html | http://www.wwiiaircraftperformance.org/f4u/jt259.html |